# Dobbleri
Dobbleri är ett otillåtet främjande av vissa spel där det förekommer insatser, vinst och förlust. Dobbleri är ett brott enligt svensk lag.
I brottsbalken 16 kap föreskrivs:
"14 § Anordnar någon olovligen för allmänheten spel eller liknande verksamhet, vars utgång helt eller till väsentlig del beror på slumpen, och framstår verksamheten med hänsyn till sin art, insatsernas ekonomiska värde och övriga omständigheter som äventyrlig eller ägnad att tillföra anordnaren en betydande ekonomisk vinning, dömes för dobbleri till böter eller fängelse i högst två år. Detsamma gäller den som tillåter en sådan verksamhet i en lägenhet eller ett annat utrymme som han upplåtit åt allmänheten. Lag (1986:1007).
14 a § Är brott som i 14 § första stycket sägs att anse som grovt, skall för grovt dobbleri dömas till fängelse, lägst sex månader och högst fyra år.
Vid bedömande huruvida brottet är grovt skall särskilt beaktas, om verksamheten bedrivits yrkesmässigt, omfattat avsevärda belopp eller eljest varit av särskilt farlig art. Lag (1982:1061)."

## Rättsfall angående dobbleri
RH 1985:71 s. 164 (Rättsfall från hovrätterna)
(I detta fall bedömdes pokertävling med en på förhand given insats om 1000 kronor samt en fastställd vinstutdelningstabell inte utgöra dobbleri.)

## Relaterad lagstiftning
En gärning kan trots att den inte uppfyller rekvisiten för dobbleri ändå vara olaglig enligt bestämmelser i lotterilagen.